# Corydoras osteocarus
Corydoras osteocarus är en fiskart som beskrevs av Böhlke, 1951. Corydoras osteocarus ingår i släktet Corydoras och familjen Callichthyidae. Inga underarter finns listade i Catalogue of Life.